# Tommy Hinnershitz
Tommy Hinnershitz (Muhlenberg, Pennsylvania, 6 april 1912 - Oley, Pennsylvania, 1 augustus 1999) was een Amerikaans autocoureur. Hij was actief tussen de jaren 30 en de jaren 50 in de autosport, waarin hij zich onder andere tussen 1939 en 1952 vijfmaal inschreef voor de Indianapolis 500. In 1939 en 1952 wist hij zich niet te kwalificeren, in 1940 behaalde hij de finish niet, in 1941 eindigde hij als tiende en in 1948 eindigde hij als negende. De editie van 1952 was ook onderdeel van het Formule 1-kampioenschap. In 1960 stopte hij met de autosport na een ongeluk waarbij zijn vriend en rivaal Johnny Thomson om het leven kwam.
Enkele bijnamen van Hinnershitz waren "Oley Dirt Farmer", "The Flying Farmer" en "The Flying Dutchman". In zijn 30-jarige carrière wist hij 103 races te winnen.